# Ga Seodaemun
Ga Seodaemun (Tiếng Hàn: 서대문역, Hanja: 西大門驛) là ga tàu điện ngầm trên Tàu điện ngầm vùng thủ đô Seoul tuyến 5 tọa lạc tại 126 Tongil-ro (210 Chungjeongro 2-ga), Seodaemun-gu, Seoul. Ga nằm ở biên giới của Seodaemun-gu, Jongno-gu và Jung-gu. Tên của nhà ga được đặt tên theo một trong bốn cổng lớn của bức tường tròn bao quanh Seoul cổ kính.

## Lịch sử
- 30 tháng 12 năm 1996: Việc kinh doanh bắt đầu với việc mở rộng phần mở rộng đoạn giữa Ga Yeouido ~ Ga Wangsimni trên Tàu điện ngầm Seoul tuyến 5
- 1 tháng 8 năm 2016: Đổi tên ga từ Ga Seodaemun thành Ga Seodaemun (Bệnh viện Kangbuk Samsung)

## Bố cục nhà ga
| Chungjeongno ↑ |
| E/B W/B \|     |
| ↓ Gwanghwamun  |

| Hướng Tây  | ●Tuyến 5 | ← Hướng đi Chungjeongno · Yeouido · Sân bay Quốc tế Gimpo · Banghwa                                        |
| Hướng Đông | ●Tuyến 5 | → Hướng đi Gwanghwamun · Công viên Lịch sử và Văn hóa Dongdaemun · Cheonggu · Hanam Geomdansan · Macheon → |

## Xung quanh nhà ga
| Lối ra \| 나가는 곳 \| Exit \| 出口 | Lối ra \| 나가는 곳 \| Exit \| 出口 |
| ----------------------------------- | --- |
| 1                                   | Chungjeongno 2-ga Đại học Kyonggi Trường Trung học cơ sở và Trung học Inchang                                                           |
| 2                                   | Bưu điện Chungjeong-ro Trung tâm phúc lợi người cao tuổi Seodaemun Methodist Theological University Trường trung học Nữ sinh Dongmyeong |
| 3                                   | Hướng đi Dongnimmun/Gyeonghuigung Xi APT Hướng đi Trung tâm Dịch vụ Cộng đồng Gyonam-dong                                               |
| 4                                   | Công viên Gyeonghuigung Văn phòng Giáo dục Thành phố Seoul/Bệnh viện Chữ thập đỏ Seoul Bệnh viện Kangbuk Samsung/Làng Bảo tàng Donuimun |
| 5                                   | Báo Kyunghyang Trụ sở Munhwa Ilbo/Nhà hát Tuổi trẻ Trung tâm Triển lãm Phát triển Lãnh thổ Quốc gia Bảo tàng Nông nghiệp                |
| 6                                   | Trường Trung học cơ sở và Trung học Nữ sinh Ehwa Trường Trung học Ngoại ngữ Nữ sinh Ewha Trụ sở JoongAng Ilbo                           |
| 7                                   | Cơ quan Cảnh sát Quốc gia Tổ chức lịch sử Đông Bắc Á Sở cảnh sát Seoul Seodaemun                                                        |
| 8                                   | Trường tiểu học Seoul Midong Văn phòng thuế Seodaemun Hướng đi Ga Chungjeongno                                                          |

## Hình ảnh

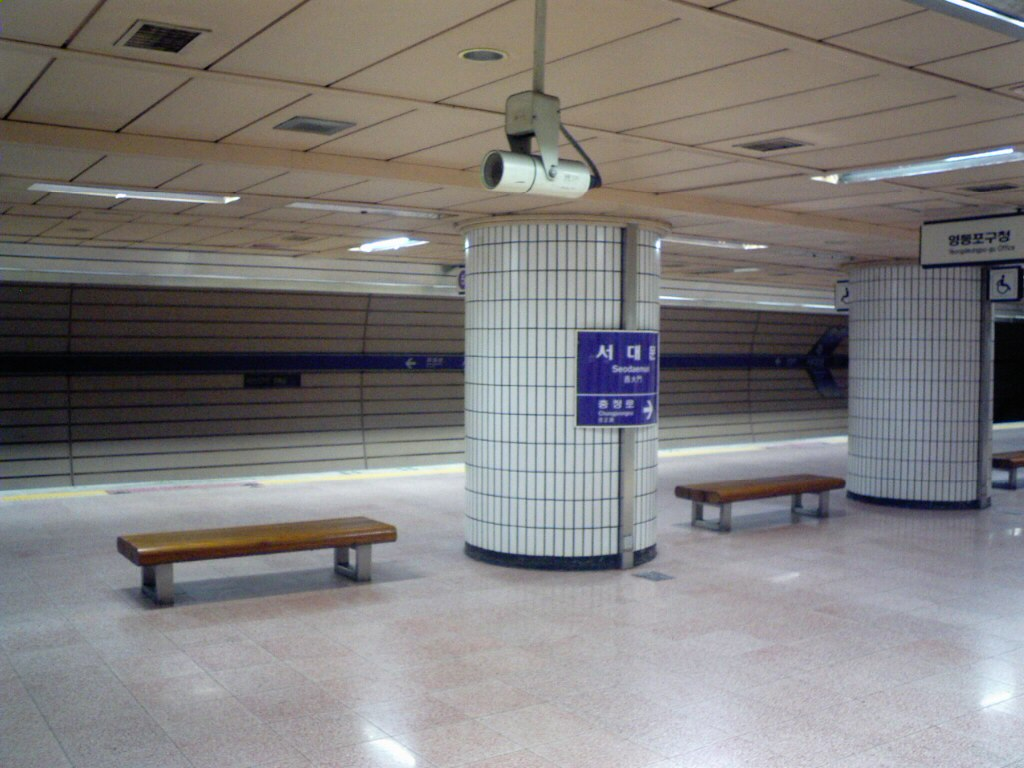
Sân ga (Trước khi lắp đặt cửa chắn)